# Луїс Еспіналь
Луїс Еспіналь Кампс (ісп. Luís Espinal Camps, кат. Lluís Espinal i Camps, також знаний під прізвиськом «Лучо»; 2 лютого 1932, Сан-Фруїтос-да-Бажес, Бажас, Іспанія — 22 березня 1980, Ла-Пас, Болівія) — іспансько-болівійський священник-єзуїт, поет, журналіст, режисер, кінокритик, правозахисник і діяч робітничого руху, представник теології визволення. Вбитий ультраправим «ескадроном смерті» за свою громадянську позицію та участь у соціальній боротьбі, отець Еспіналь нині шанується в Болівії як національний мученик.

## Біографія

### Освіта
Народився 2 лютого 1932 року в Сан-Фруїтос-де-Бажас (Каталонія) і з дитинства хотів бути священником. Базову богословську освіту здобував у семінарії Сан-Хосе в Рокетасі (Баш-Ебре) з 1944 по 1949 рік. 17 серпня 1949 року приєднався до Товариства Ісуса у Веруелі (Сарагоса), де 15 серпня 1951 року дав вічні обітниці і почав вивчати гуманітарні дисципліни і греко-римську класичну літературу зокрема (1951—1953). Вивчав філософію в Сан-Кугат-дель-Бальєсі з 1953 по 1956 рік, а потім здобув ступінь філософії в Барселонському університеті, захистивши дисертацію «Антропологія Лукреція». Паралельно викладав побратимам-єзуїтам давньогрецьку літературу та латинську поезію. Потім заглибився в богословські дослідження (1959—1963) на церковному факультеті в Сан-Кугат-дель-Бальєсі, завершивши їх дисертацією з теології та символіки. У липні 1962 року висвячений на священника в Барселоні. Потім також здобув ступінь у галузі кіно та телебачення в італійському Католицькому університеті Святого Серця в Мілані (1964—1965).

### Діяльність у Болівії
Повернувшись до Іспанії, протягом короткого періоду працював на телеканалі TVE, проте його присвячену соціальній тематиці програму «Термінове питання» піддавали цензурі, і йому довелося звільнитися. У грудні 1967 року залишив країну на знак протесту проти цензури з боку режиму Франсіско Франка і 1968 року вирушив місіонером у Ла-Пас (Болівія).
У Болівії жив поряд з шахтарями, надаючи допомогу їхнім сім'ям і їхньому незалежному робітничому руху напередодні ультраправої диктатури Луїса Гарсії Меси. отець Еспіналь виступав як захисник прав людини та співзасновник Постійної асамблеї з прав людини. У штаб-квартирі газети «Presencia» приєднався до голодування, оголошеного у грудні 1977 року на знаменитій шахті «Сігло-XX» профспілковою діячкою Домітілою Барріос де Чунгарою і висувала вимоги амністії для висланих робітників й опозиційних лідерів. 19-денне голодування профспілкових активістів і священнослужителів у січні 1978 року спровокувало політичну кризу, що призвела до падіння авторитарного режиму Уго Бансера та проведення перших за дванадцять років виборів.
Крім того, що він був священником й активістом, Еспіналь також знаний як поет, журналіст і кінематографіст. 1970 року отримав громадянство Болівії і став одним з найбільш поінформованих критиків кіно, телебачення та радіо в країні. Після свого телевізійного досвіду в Іспанії знімав аналогічну передачу в Болівії — «En carne viva» («У плоті»). Це була серія 20-хвилинних документальних фільмів, що виходили з 1970 по 1971 рік, допоки Еспіналя не звільнили з каналу Televisión Boliviana (TVB) за інтерв'ю у партизана створеної Че Геварою «Армії національного визволення». Він також співпрацював у Radio Fides, готуючи репортажі для радіо, викладав кінознавство у Вищому університеті Сан-Андреса та Католицькому університеті Болівії, входив до кінокомпанії Ukamu, виступав кінокритиком у газетах «Presencia», «Última hora» й «Aquí». Автор десяти книг про кіно.

### Вбивство
Наприкінці березня 1980 року Еспіналя по-звірячому вбив ультра правий «ескадроном смерті», який перебував у підпорядкуванні Міністерства внутрішніх справ. 21 березня його викрало після виходу з кінотеатру воєнізоване формування і піддало тортурам. Його зв'язане тіло з кляпом у роті, зрешечене кулями зі слідами тортур, виявили селяни наступного дня дорогою до Чакалтаю. Примітно, що в ті ж дні в Сальвадорі вбили архієпископа Оскара Арнульфо Ромеро — ще одного знаного католицького священнослужителя ліводемократичних поглядів, який загинув жертвою правих ескадронів смерті.
Деякі джерела вважають, що безпосереднім приводом до вбивства Еспіналя були його викриття участі вищих військових чинів у торгівлі кокаїном та їхніх зв'язків зі злочинністю — військово-державна верхівка мала намір його вбити, щоб запобігти публікації матеріалів про системну корупцію в болівійській армії. Так, редактором тижневика «Aqui» він збирався подати скаргу на корупцію при купівлі літаків Lockheed C-130 Hercules — «відкати» становили суму в 0,7 мільйона доларів США на кожну одиницю. Інші також вказують на його протистояння спробам заборонити покази документального фільму Хорхе Санхінеса «El coraje del pueblo» про влаштовану військовими бійню гірників у ніч Сан Хуана 1967 року.
Вбивство священника, який був також правозахисником, журналістом і діячем культури, викликало шок у болівійському суспільстві. Однак воно стало лише прологом до подальших вбивств 2258 осіб, скоєних під час військового перевороту 17 липня 1980 року проти в. о. президента Лідії Гейлер Техади, яка готувалася передати владу демократично обраному кандидату, і встановленій гарсіамесистській «військово-кримінальній» диктатурі. Персональна відповідальність за це, як і за багато інших вбивств (зокрема лідера соціалістичної партії та письменника Марсело Кіроги), покладається на полковника-наркоторговця Луїса Арсе Гомеса, який після «кокаїнового перевороту» зайняв крісло міністра внутрішніх справ за президентства генерала Гарсіа Меси. Ім'я Еспіналя було у складеному Арсі Гомесом разом з Гарсіа Месою ще у січні 1980 року «чорному списку» зі 115 осіб (ліві політики та профспілкові активісти, військові, які їм симпатизували, журналісти, священники), які підлягали ліквідації після захоплення влади. Встановлений ними режим заарештував або вислав з країни, серед інших понад 50 священників.
2015 року колишній полковник військово-повітряних сил Болівії Роберто Мелеан, який відбував 30-річний термін за вбивство 1980 року викладача університету, назвав організаторами вбивства двох інших полковників — колишнього командувача ПС Хайме Ніньо де Гусмана і Фредді Кірогу Реке, які отримали за це від 200 до 700 тисяч доларів.

## Спадщина
Близько 70-80 тисяч осіб брали участь у похоронній церемонії Еспіналя 24 березня, що перетворилася на маніфестацію проти режиму. Посмертно було видано його книгу «Oraciones a quemarropa» (букв. «Молитви в упор»), в якій зібрано поетичну прозу та молитви отця Луїса Еспіналя. Товариство Ісуса Каталонії заснувало на його честь Фонд Луїса Еспіналя Кампса. Постійна асамблея з прав людини просить про її беатифікацію. Очільник єзуїтів Болівії Освальдо Чирвеш підтверджував, що якщо Лучо Еспіналь вважається мучеником за віру, то його слід назвати Слугою Божим, блаженним і потім святим.
Президент Болівії Ево Моралес активно звертався до спадщини лівого священника-інтернаціоналіста. За уряду моралесівської партії «Рух до соціалізму» за внесок Еспіналя у кіно та його правозахисну діяльність день його загибелі 2007 року оголосили президентським декретом № 29067 «Днем болівійського кіно», який відтоді відзначався 21 березня.
Однак фігура Еспіналя викликає інтерес і повагу в різних колах. Так, автором книги 1982 року «El cine boliviano según Luis Espinal» («Болівійське кіно за Луїсом Еспіналом») був болівійський історик і політик Карлос Меса, майбутній політичний опонент Моралеса. Біографію Еспіналя 1985 року видав болівійський письменник і журналіст Альфонсо Гумусіо Дагрон, також критик Моралеса (так само як і правої опозиції йому). 2007 року вийшов присвячений життю Еспіналя документальний фільм режисера Нельсона Мартінеса «Lucho: Gastar la vida por los demais».

### Візит Папи Франциска
У липні 2015 року папа римський Франциск здійснив візит до Болівії, де зустрічався з представниками масових рухів, засудив ексцеси глобального капіталізму та попросив у громадян країни «покірного прощення» за злочини, вчинені Римсько-католицькою церквою під час колонізації Америки. Окремо понтифік відвідав місце, де вбили Еспіналя — що особливо символічно, враховуючи, що Франциск є першим латиноамериканцем і єзуїтом в історії папства. Коли кортеж глави католицької церкви зупинився на тому самому місці, де було знайдено тіло Еспіналя, він запросив усіх, хто його супроводжував, помолитися і «віддати данину пам'яті, згадати про брата, про нашого брата, який став жертвою тих, хто не хотів, щоб він боровся за свободу Болівії», адже «отець Еспіналь проповідував Євангеліє, яке несе свободу і робить нас вільними».

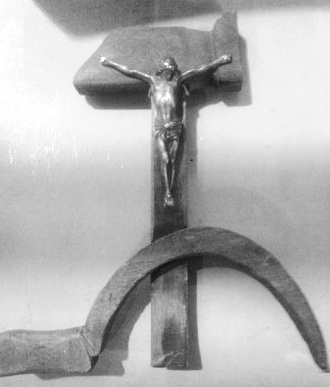
«Комуністичне розп'яття» роботи о. Еспіналя, репліку якого президент Моралес подарував папі Франциску у 2015 році

У зв'язку з цим візитом Еспіналь здобув посмертну міжнародну популярність як автор розп'яття, що поєднує хрест з серпом і молотом, після того, як болівійський президент Ево Моралес вручив точну копію цієї статуетки папі Франциску (той у відповідь подарував репродукцію ікони «Salus Populi Romani» й екземпляри своєї енцикліки «Laudato si’» й апостольського настанови «Evangelii gaudium» іспанською мовою). Папу також нагородили найвищою державною нагородою Болівії — Орденом кондора Анд — і заснованим напередодні болівійським парламентом орденом За заслуги «Луїс Еспіналь Кампс» (Франциск став його першим кавалером). Названий на честь Еспіналя орден, що надається «громадянам, які сповідують релігійну віру і відзначилися в роботі по захисту бідних, маргіналізованих і хворих членів суспільства», також включає зображення цього розп'яття. Франциск підніс ці нагороди в дар Діві Марії Копакабанської, а подаровану статуетку взяв з собою в Ватикан.

Подарунок Моралеса викликав неоднозначну реакцію в католицькому світі: одна частина вітала його як пам'ять про роботу отця Еспіналя, в інших «комуністичне розп'яття» викликало замішання чи відторгнення. Представник Ватикану Федеріко Ломбарді заявив, що це розп'яття символізує не конкретну ідеологію, але відкритий діалог різних суспільно-політичних сил і відданість свободі та прогресу Болівії. Втім, товариш Еспіналя — Ксав'є Альбо, також іспанський єзуїт, який присвятив своє життя Болівії, де жив серед простих селян і корінних народів — уточнив, що його побратим задумував свій твір, створений в пам'ять про Шахтарське голодування 1977—1978 років, як символ того, що церква повинна вести діалог з марксистами, селянами і шахтарями. Міністр зв'язку Болівії Маріанела Пако підтвердила, що «цей хрест у вигляді серпа і молота має дуже глибокий сенс, оскільки виготовлений руками революціонера» — серп і молот символізують союз церкви і «смиренних працівників», якими є робітники і селяни. Заперечуючи наявність політичного підтексту в подарунку, вона підкреслювала, що його піднесли Франциску як «папі бідняків». Сам папа Франциск в інтерв'ю журналістам заявив, що не був ображений подарунком, і, хоча не знав про творчість Луїса Еспіналя як скульптора і поета, знайомий з його ідеями як представника теології визволення, а також контекстом створення цього розп'яття, яке назвав прикладом християнського «протестного мистецтва»:
«О. Еспіналь був ентузіастом марксистського аналізу дійсності, а також богослов'я, яке використовує марксизм. Звідти і походить його твір. Але це було його життя, його спосіб думок. Він був особливою людиною, дуже обдарованою, і він боровся, твердо вірячи, що робить добру справу».

## Фільмографія
- Bartolomeo Colleoni (1966) — асистент режисера та монтажера[4]
- Noche iluminada (1966) — сценарист[4]
- Pistolas para la paz (1969) — режисер, сценарист[4]
- En carne viva (1970—1971; телебачення), випуски: La Cárcel, La prostitución, La droga, La violencia, Inmigración, Hijos sin nombre, Educación sexual, Madre soltera, Alcoholismo, Sacerdotes obreros ,
- Sangre en el Chaco (1974) — сценарист[4]
- Chuquiago (1977) — сценарист[14]
- Qué hacemos (1977) — сценарист[4]
- El embrujo de mi tierra (1978) — сценарист[4]
- La Guerra del Pacífico (1979) — сценарист[4]